# Anemanthele
Anemanthele és un gènere de plantes de la família de les poàcies, ordre de les poals, subclasse de les commelínides, classe de les liliòpsides, divisió dels magnoliofitins. És originària de Nova Zelanda. Aquesta planta ha guanyat l'Award of Garden Merit de la Royal Horticultural Society.

## Taxonomia
L'única espècie coneguda és Anemanthele lessoniana (Steud.), sovint anomenada herba de gossamer o herba de vent de Nova Zelanda o herba de cua de faisà. És una herba rara a la natura, però es conrea àmpliament per utilitzar-la com a atractiva planta ornamental de jardí.